# Нянджа
Нянджа е език банту, говорен от около 5,6 млн. души в Малави, Замбия, Мозамбик, Зимбабве.